# 浪岡城
浪岡城（なみおかじょう）は、青森県青森市浪岡（旧南津軽郡浪岡町）にあった日本の城（平山城）。1460年代に浪岡北畠氏によって築城され、1578年に大浦為信に攻められ落城した。
1940年（昭和15年）2月10日に青森県内で初めて国の史跡に指定された。
現在は跡地の北側を青森県道27号青森浪岡線が通る。北東へと続く丘陵の南端に位置し、城の南側の急峻な崖下には浪岡川と正平津川が流れていて天然の堀と水源を兼ねていた。

## 歴史・沿革
築城以前は、1373年（文中2年）に平安京を模して敷地の四隅に祇園（現・北中野広峰神社）、八幡（現・浪岡八幡宮）、加茂（現・五本松加茂神社）、春日（現在は廃社）の各神社が配置されていた。その後、北畠家の支族である浪岡北畠氏の居城として長禄年間、応仁年間、または文明年間のいずれかに北畠氏4代北畠顕義によって建造された。中で応仁期が有力とされる。1578年（天正6年）浪岡北畠氏9代北畠顕村の代に大浦為信（後の津軽為信）によって攻められ落城した。現在、跡地には出土した遺物などを展示する「中世の館」や土塁、堀跡などがある。
2017年（平成29年）4月6日、続日本100名城（103番）に選定された。

## 構造
東西1,200m、南北600mの敷地を持ち、幅10 - 30mの二重堀で分けられた8つの館（郭）があった。各館は丘陵を掘切るように構築され、東から順に新館、東館、猿楽館、北館、内館、西館、検校館などとなっている。下にその詳細を示す。
- 内館 - 主郭で、城主の居館があった。広さは、東西約120m、南北約85m。南に正門、北に裏口があり、土塁に通じている。
- 西館 - 内館の西にある。広さは、東西は北から約80・100・18m、南北約150m。北館、検校館の間に2重の掘割、その中央に土居があった。
- 北館 - 内館、西館の北にある。全郭の中でもっとも広い。東西約200m、南北約100m。全面二重の堀で囲まれ、堀の中央に土居があった。家臣の屋敷あった地でもある。
- 東館 - 北館の東にある。最広部は東西約120m、南北約70m。北、南に二重の堀があり、南の猿楽館の堀は中央に土居がある。浪岡城落城後一時代官所が置かれた。
- 猿楽館 - 内館の東、東館の南にある。最広部は東西約80m、南北約80m。西・北に二重の堀があり、東は断崖である。猿楽館の名称は、この地で猿楽が催されたことから。
- 検校館 - 西館の西にある。東西約80m、南北約180m。検校屋敷とも言われる。東側に二重の堀、その他全方向に堀がある。
- 新館 - 東館の東と国道の南に地域。南北約90m、東西不明。西に掘割があり、南は断崖となっている。浪岡補佐の目的で置かれた津軽郡代関係の武士の居館と思われる。

## 観光
犬を連れて散歩が可能。

### 所在地
青森市浪岡大字浪岡字岡田43番地

### アクセス
- JR東日本 奥羽本線 浪岡駅より徒歩15分
- 東北自動車道 浪岡ICより車15分